# 圣基道霍堂 (美因茨)

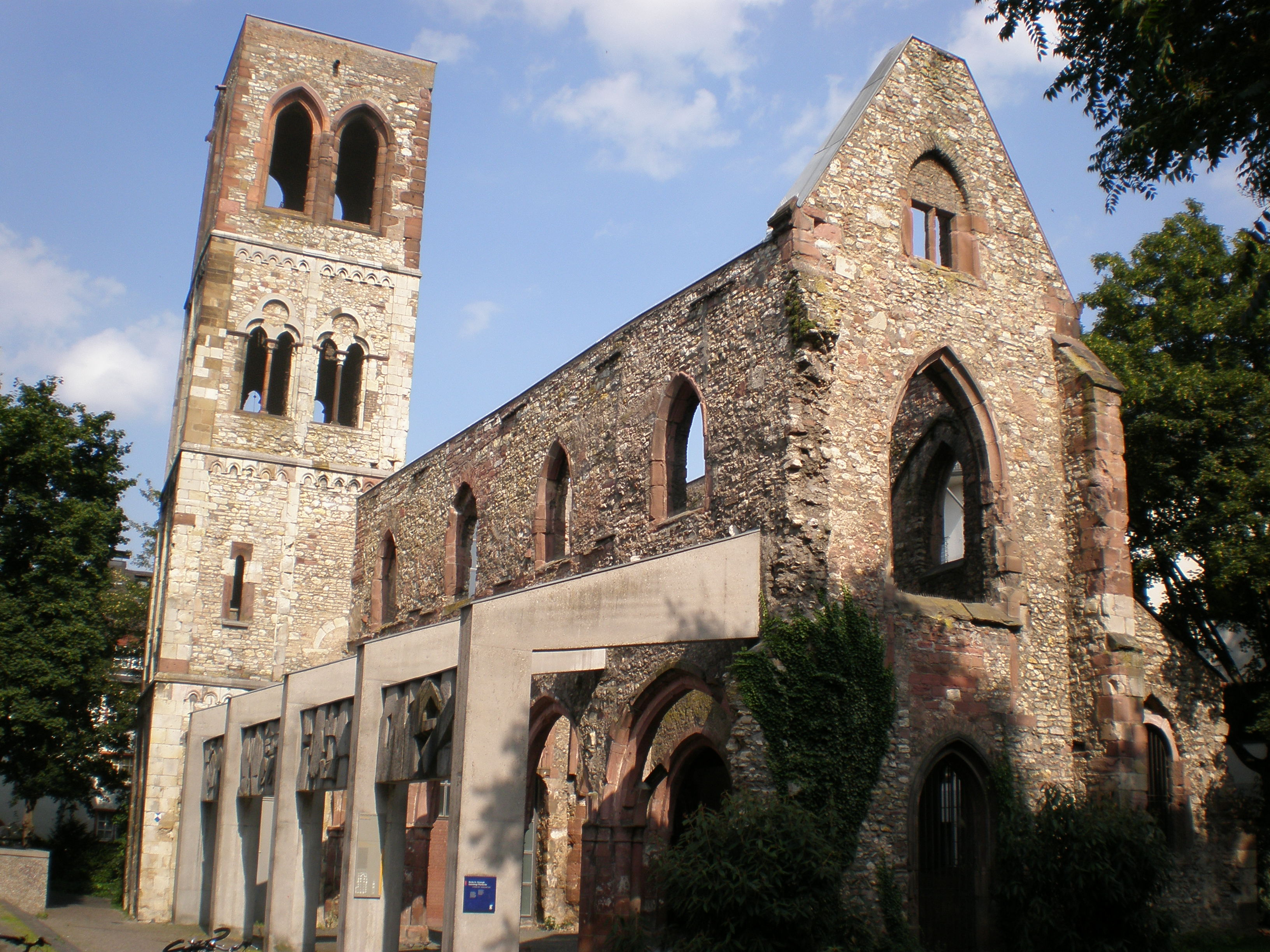

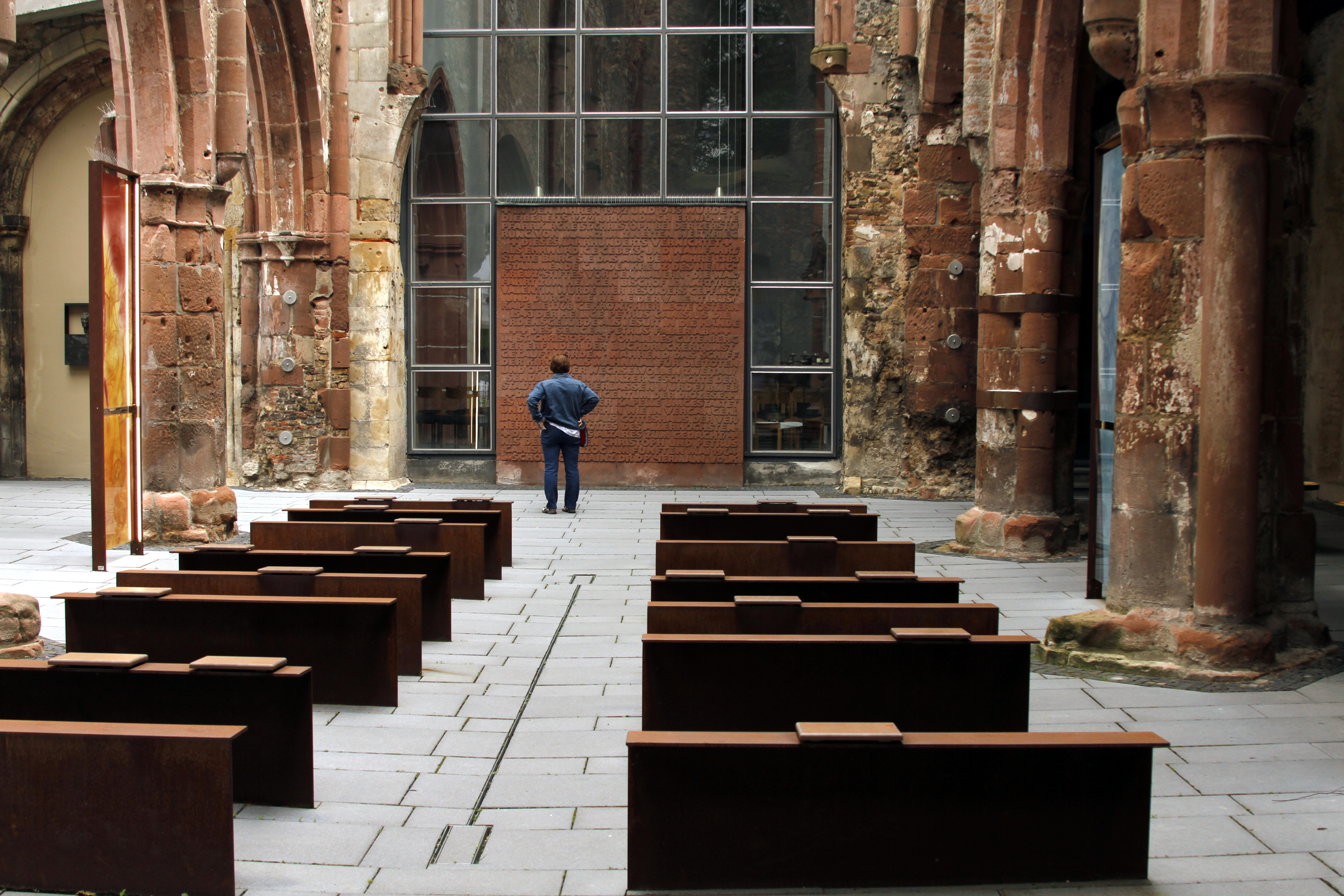

圣基道霍堂（德语：St. Christoph zu Mainz）是德国美因茨的一座哥特式建筑，位于美因茨老城，其主体建筑建于1280至1330年之间，但是罗马式钟楼则建于1240年。该堂于1945年2月27日二战末期毁于大轰炸，现在其废墟原状保留，作为该市的战争纪念碑，纪念该市在二战中的受害者以及二战对城市的破坏。
教堂旁边是现代风格的古腾堡雕像和印刷机雕塑。该堂是古腾堡所属的堂区和受洗的地方。。